# Zoltán Lipták
Zoltán Lipták (Salgótarján, 10 dicembre 1984) è un ex calciatore ungherese, di ruolo centrocampista.

## Caratteristiche tecniche
È un difensore centrale.

## Carriera
Durante la sua carriera viene nominato per due consecutivi (2010-2011) nella top 11 del campionato ungherese di prima divisione.